# Macías
Macías (Padrón[?], c. 1340 ou 1370 — Arjonilla[?], ), apelidado de "o Namorado" ou "o Apaixonado", foi um trovador galego do século XIV.

## Biografia
A vida de Macías é descrita numa carta enviada por Íñigo López de Mendoza, 1.º Marquês de Santillana em 1449, juntamente com as vidas dos portugueses Vasco Pires de Camões e Fernão Casquiçio. Trabalhou ao serviço de Henrique de Vilhena, mestre da Ordem de Calatrava.
É autor de algumas das últimas cantigas de amor em língua galega, na época dos cancioneiros galego-castelhanos (Cancioneiro de Baena) durante a Idade Média. Escreveu vinte e uma cantigas, que incorporam os elementos do amor cortês.
Acredita-se que Macías foi sepultado na Igreja do Castelo de Santa Catarina, em Arjonilla, na província de Xaém, na comunidade autónoma de Andaluzia.